# РНК-інтерференція

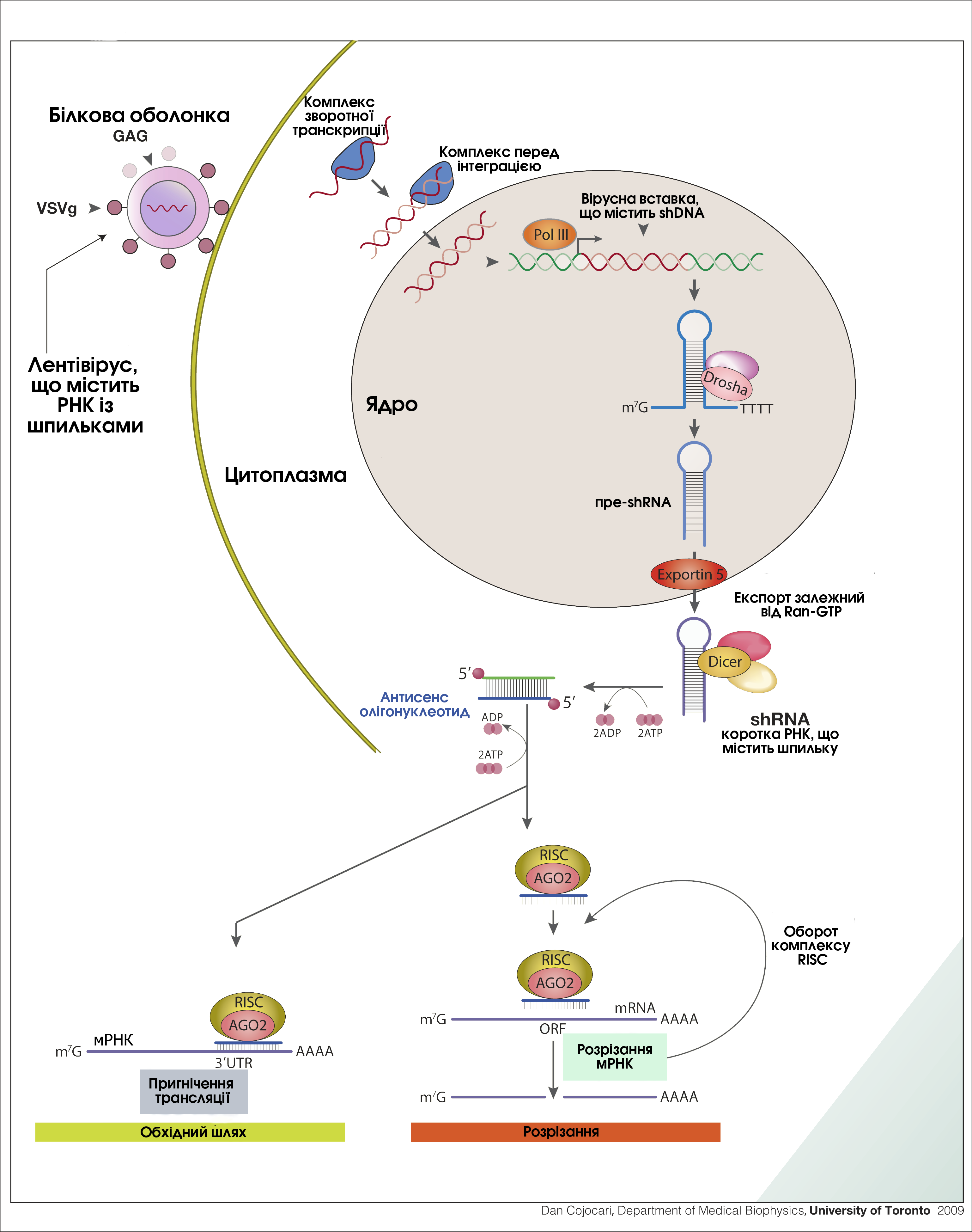
Доставка коротких РНК, що містять шпильки, за допомогою вектора на основі лентівірусу і механізм РНК-інтерференції в клітинах ссавців

РНК-інтерференція, РНКі (англ. RNA interference, RNAi) — система контролю активності генів еукаріотичних клітин, що здійснюється за допомогою коротких (20-25 нуклеотидів) молекул рибонуклеїнової кислоти. Ключовими молекулами в РНКі є малі інтерферуючі РНК (англ. small interfering RNA, siRNA) та мікроРНК (microRNA), ці молекули можуть вступати у взаємодію із комплементарними послідовностями в інших молекулах РНК, наприклад у матричних РНК і підвищувати або пригнічувати їхню активність. Одним з найпоширеніших та найкраще вивчених механізмів дії РНКі є посттранскрипційне пригнічення експресії генів шляхом руйнування або деаденілювання мРНК.
РНК-інтерференція виявлена у клітинах більшості еукаріот (тварин, рослин, грибів). Вона є важливим механізмом захисту клітини від паразитуючих генів — вірусів та транспозонів, також бере участь у регуляції експресії власних генів організму, зокрема у процесі ембріогенезу (піРНК).
Вибірковий і потужний характер впливу РНКі на експресію генів дозволяє використовувати це явище як зручний інструмент біологічних досліджень, як у культурах клітин так і в живих організмах. Використання цього шляху також є багатообіцяючим для біотехнології та медицини, зокрема для розробки та впровадження нового покоління ліків.
Історично РНК-інтерференція була відома під іншими назвами, зокрема косупресія та посттранскрипційне пригнічення експресії генів. Тільки після детальнішого дослідження цих процесів, які спочатку здавались непов'язаними, стало зрозуміло, що всі вони є прикладами РНК-інтерференції. У 2006 році Ендрю Фаєр та Крейг Мелло отримали Нобелівську премію з фізіології та медицини за роботу, присвячену механізмам РНК-інтерференції у Caenorhabditis elegans, яку вони опублікували у 1998 році.

## Історія відкриття

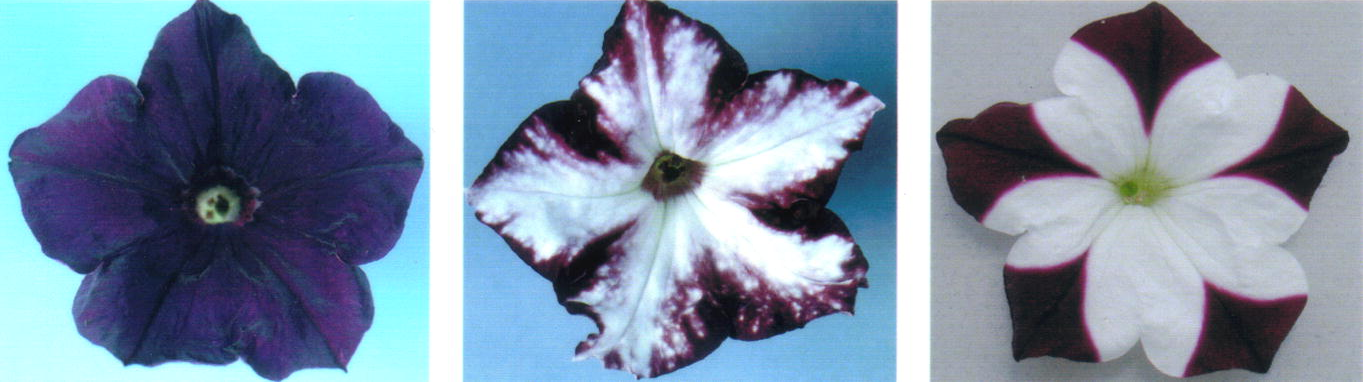
Квіти Petunia hybrida, в клітинах якої експресія генів, що відповідають за забарвлення, знижена РНК-інтерференцією. Зліва рослина дикого типу; рослини справа містять трансгени, експресія яких пригнічена, як і експресія власних генів організму, що відповідають за забарвлення віночка

Відкриттю РНК-інтерференції передувало спостереження пригнічення експресії генів у рослин під впливом антисенсових РНК. Пізніше вчені в Нідерландах та США отримали несподівані результати при введенні трансгену у рослини петунії. Річард Йоргенсен та співробітники намагались модифікувати рослини таким чином, щоб їхні квіти мали більш глибокий колір. Для цього вчені ввели у клітини додаткові копії гену ферменту халконсинтаза, що відповідає за утворення фіолетового пігменту. Проте, як з'ясувалось, збільшення копійності цього гену не призвело до прояву темнішого забарвлення віночка петунії, навпаки — рослини утворювали менше пігменту і квіти ставали повністю або частково білими. Ці результати свідчили про значне зниження активності халконсинтази, при чому пригнічувалась робота як трансгену, так і ендогенної копії гена цього ферменту. Це явище у рослин було назване «косупресія». Згодом аналогічне явище було відкрите і в грибів Neurospora crassa. Спочатку аналогії між цими двома випадками не було проведено, і у випадку N.crassa такий ефект називався іншим терміном — «квелінг» (англ. Quelling). Подальші дослідження показали, що косупресія у рослин зумовлена пост-траснкрипційним пригніченням експресії гену внаслідок підвищення рівня деградації мРНК.
Незабаром схожий несподіваний ефект був описаний при спробі підвищити стійкість рослин до вірусних інфекцій. На той час було відомо, що рослини, які експресують вірусні білки, мають нечутливість до інфікування відповідним вірусом. Несподіванкою стало те, що для отримання такої стійкості достатньо було ввести у геном рослини короткі некодуючі послідовності вірусної РНК. Припускалось, що вірусна РНК, яка утворювалась у рослинних клітинах, також пригнічувала реплікацію вірусу. У зворотному експерименті короткі ділянки рослинних генів вводились у геном вірусу. В цьому випадку спостерігалось пригнічення експресії відповідного гену в рослинній клітині після її зараження модифікованим вірусом. Цей феномен отримав назву «вірус-індуковане заглушення експресії генів» (англ. virus-induced gene silencing, VIGS), а всю сукупність подібних явищ називали пост-транскрипційним заглушенням експресії генів (англ. post transcriptional gene silencing).
У 1998 році у журналі Nature була опублікована робота Ендрю Фаєра та Крейґа Мело, у якій вони описували спробу заглушення експресії генів С.elegans із використанням антисенсових РНК. Ці вчені показали, що введення окремо коротких РНК, що збігалися з послідовністю мРНК цього гену або були антисенсовими до неї, у клітини нематоди, мало як мінімум у 10 разів слабший ефект на експресію гену, ніж введення суміші обох типів РНК, які утворювали дволанцюгову молекулу. Таким чином було показано, що причиною виникнення пост-транскрипційного пригнічення генів є саме наявність у клітині коротких дволанцюгових молекул РНК. Результатом цих робіт було створення самого терміна «РНК-інтерференція». Фаєр та Мело отримали Нобелівську премію з фізіології та медицини у 2006 році «за відкриття РНК-інтерференції — пригнічення експресії генів дволанцюговою РНК».

## Молекулярні механізми

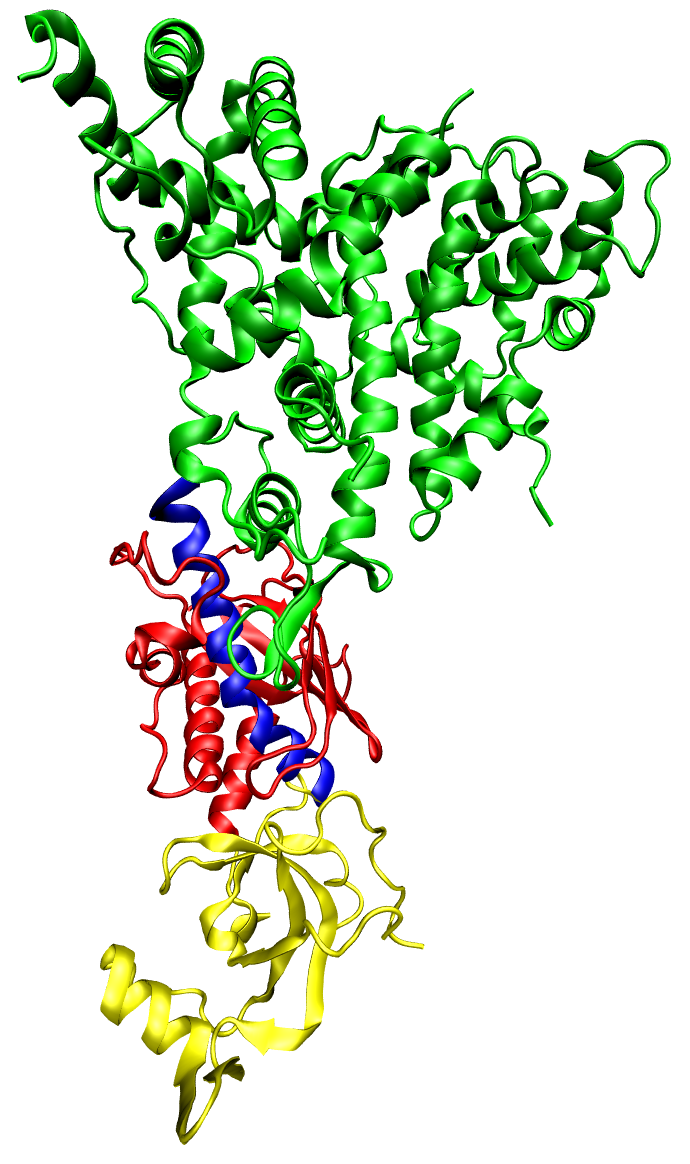
Дайсер Giardia intestinalis — білок, що каталізує розрізання дволанцюгових РНК із утворенням малих інтерферуючих РНК. Домен РНКази забарвлений зеленим, PAZ-домен — жовтим, домен платформи — червоним, а зв'язуюча спіраль — синім

РНКі — це РНК-залежне заглушення (не плутати з пригніченням транскрипції) експресії генів, що здійснюється завдяки ефекторному білковому РНК-індукованому комплексу заглушення (англ. RNA-induced silencing complex, RISC) та ініціюється короткими дволанцюговими РНК (длРНК), які взаємодіють із цим комплексом у цитоплазмі клітини. Існує два шляхи РНКі: екзогенний та ендогенний. У випадку екзогенного шляху длРНК походить із геному вірусу або є результатом лабораторних маніпуляцій. Такі длРНК у цитоплазмі ріжуться на короткі фрагменти ферментом із активністю РНКази ІІІ дайсер (англ. Dicer).
Ендогенні дволанцюгові РНК утворюються внаслідок експресії власних генів організму, наприклад генів пре-мікроРНК. Процесинг первинних транскриптів цих генів передбачає утворення характерних шпилькових структур у ядрі, які пізніше транспортуються у цитоплазму і розрізаються ферментом дайсер, внаслідок чого утворюються мікроРНК, що можуть взаємодіяти з RISC-комплексом. Таким чином шляхи екзогенних та ендогенних длРНК сходяться на рівні RISC.

### Малі інтерферуючі РНК
Малі інтерферуючі РНК (міРНК, англ. siRNA) — це дволанцюгові РНК довжиною 21-25 нуклеотидів із двонуклеотидними виступами на 3’-кінцях. Кожен ланцюг має фосфатну групу на 5’- і гідроксильну на 3’-кінці. Така структура утворюються в результаті дії ферменту дайсер на довгі дволанцюгові РНК або РНК, що містять шпильки. Після розщеплення дайсером дволанцюгові міРНК потрапляють у каталітичний RISC-комплекс. У цьому комплексі білок аргонавт (англ. Argonaute) розплітає дуплекс РНК, в результаті чого у RISC залишається тільки один із двох ланцюгів — «напрямний?». Напрямний ланцюг міРНК дозволяє ефекторному комплексу знайти специфічну мРНК-мішень, оскільки він комплементраний до певної її ділянки. Приєднання комплексу siRNA-RISC до мРНК призводить до деградації останньої. На відміну від мікроРНК, малі інтерферуючі РНК, як правило, гібридизуються із єдиним типом мРНК-мішені дуже точно і призводять до її ендонуклеотичного розщеплення.

### МікроРНК

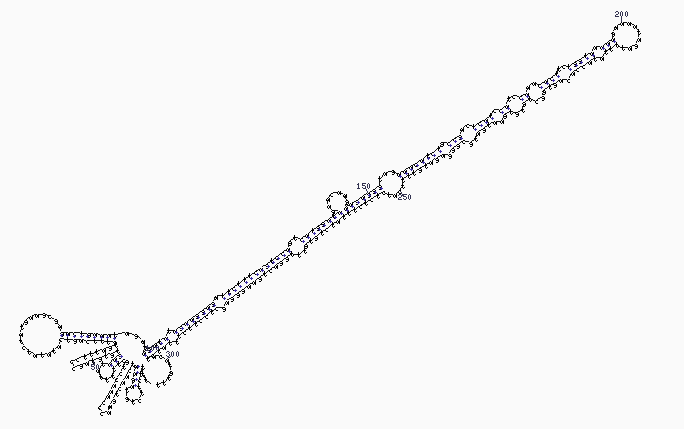
Структура стебло-петля — вторинна структура пре-мікроРНК із Brassica oleracea.

МікроРНК, «мір» (англ. microRNA, miRNA) — молекули РНК довжиною 21-22 нуклеотиди ендогенного походження, що беруть участь у регуляції експресії генів, зокрема у процесі індивідуального розвитку організмів. Гени мікроРНК транскрибуються із утворенням довгих транскриптів первинної мікроРНК (англ. primordial miRNA), ці РНК процесуються у ядрі, внаслідок чого вони перетворюються у пре-мікроРНК — структури у вигляді шпильки довжиною приблизно 70 нуклеотидів. Комплекс процесингу первинного транскрипту в пре-мікроРНК містить фермент із активністю РНКази ІІІ, який називають Drosha, та білок, що зв'язує дволанцюгову РНК — Pasha. Після процесингу pre-miRNA транспортується з ядра в цитоплазму, де вона стає субстратом для ферменту дайсер (у Drosophila melanogaster та С.elegans міРНК та мікроРНК процесуються різними ізоформами ферменту дайсер). Зріла молекула мікроРНК може зв'язуватись із ферментативним RISC-комплексом. Відомий також шлях процесингу мікроРНК, не залежний від дайсеру. У цьому випадку пре-мікроРНК ріжеться білком-аргонавтом 2.
Принципова різниця між міРНК та мікроРНК полягає у тому, що у тварин послідовність мікроРНК не повністю комплементарна до послідовності мРНК-мішені, таким чином мікроРНК можуть інгібувати трансляцію із кількох різних мРНК, що містять схожі послідовності (у рослин як мікроРНК так і міРНК зазвичай повністю комплементарні до РНК-мішені). МікроРНК приєднуються до 3'-UTR (3'-кінцевої ділянки, що не транслюється) мРНК і викликають видалення полі(А)-хвоста?? або пригнічення трансляції іншим шляхом.

### Ефекторний комплекс RISC

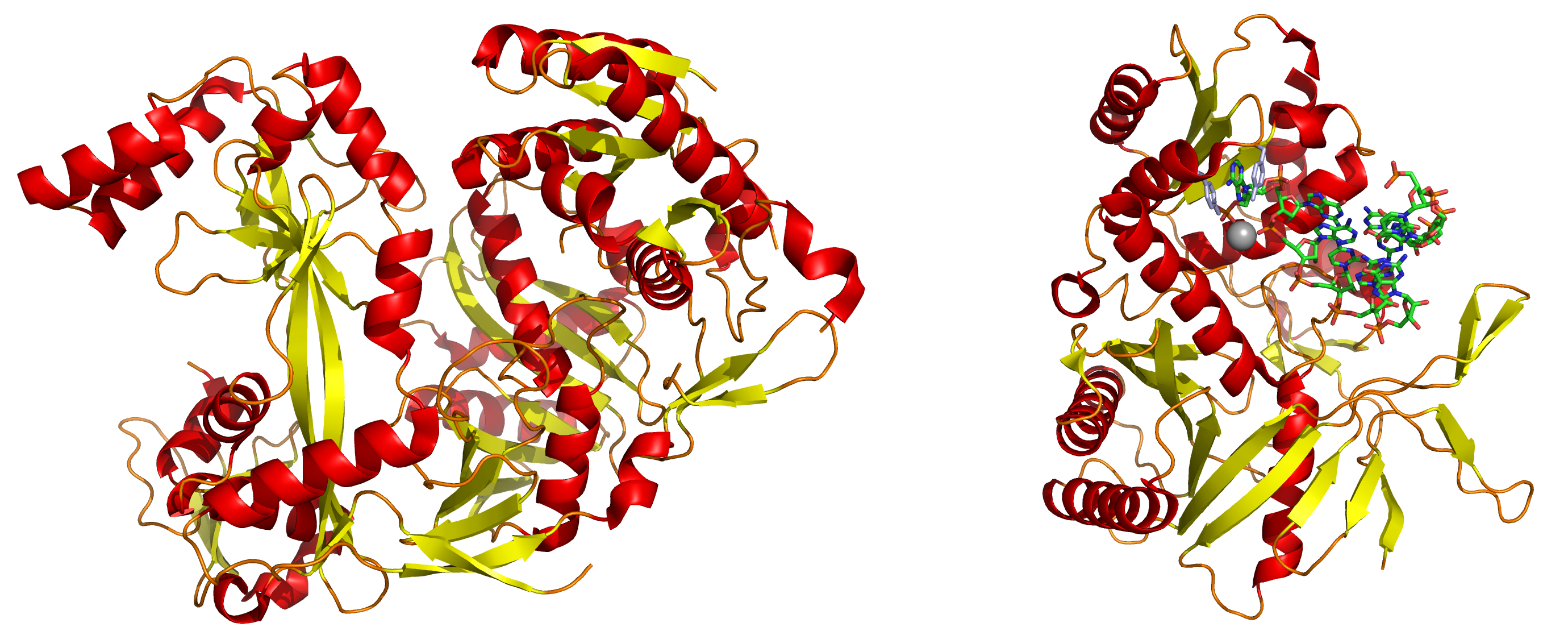
Ліворуч: повнорозмірний білок-аргонавт із виду архей Pyrococcus furiosus. Праворуч: PIWI-домен білка-аргонавта у комплексі із дволанцюговою РНК.

RISC (англ. RNA-induced silencing complex, РНК-індукований сайленсинг-комплекс) — ефекторний білковий комплекс, що забезпечує ендонуклеазне розщеплення мРНК у процесі РНК-інтерференції. Каталітичною частиною RISC є ендонуклеази родини аргонавтів (Argonaute), які розщеплюють мРНК, комплементарну до міРНК або мікроРНК RISC-комплексу.
Фрагменти, які утворюються внаслідок дії ферменту дайсер на дволанцюгову РНК, є також дволанцюговими, і, теоретично, будь-який із двох ланцюгів може входити в активний RISC-комплекс. Проте із білком-аргонавтом зв'язуються тільки один з цих ланцюгів, який називається «напрямним» (англ. guide strand), і тільки він бере участь у пошуку мРНК-мішені. Інший ланцюг — ланцюг-супутник (англ. passenger strand, anti-guide strand) розщеплюється у процесі активації RISC. Раніше вважалось, що ланцюги розділяються АТФ-залежними геліказами; зараз стало відомо, що даний процес є АТФ-незалежним і здійснюється безпосередньо білками, що входять до складу RISC. За напрямний зазвичай вибирається той ланцюг, 5'- кінець якого менш міцно приєднаний до комплементарного ланцюга; на вибір не впливає напрямок, у якому розрізає длРНК дайсер. Більш стабільний 5'-кінець ланцюга-супутника може розпізнаватись білком R2D2.
Рентгеноструктурний аналіз дозволив проаналізувати зв'язування молекул РНК із РНК-зв'язуючим доменом білків-аргонавтів. Було встановлено, що фосфорильований 5'-кінець одноланцюгової РНК потрапляє у позитивно заряджену кишеню білка, і через іони Mg2+ вступає у стекінг-взаємодію із консервативними залишком тирозину. Ця ділянка білка стимулює зв'язування інтерферуючих РНК із мішенню мРНК.
Механізм, за яким RISC знаходить комплементарну мРНК, досліджений недостатньо. Показано, що для успішної деградації мРНК комплексом мікроРНК-RISC трансляція не є необхідною, більше того шлях РНК-інтерференції може бути ефективнішим для мРНК-мішеней, які не транслюються в цей час.
Білки-аргонавти є каталітичною частиною RISC, вони локалізуються у спеціальних ділянках цитоплазми, відомих як Р-тільця (англ. Processing bodies). Р-тільця — це ділянки з високими рівнями деградації РНК; показано, що саме тут спостерігається максимальна активність мікроРНК. Руйнування Р-тілець призводить до значного зниження ефективності процесу РНК-інтерференції.

### Пригнічення транскрипції
Крім того, що РНКі діє на рівні пригнічення трансляції, вона також може впливати і на транскрипцію генів. Багато еукаріотів використовують цей шлях для підтримання структури геному. Модифікація гістонів дозволяє зменшити експресію генів із певної ділянки, оскільки ця ділянка переходить у стан гетерохроматину. Деколи цей процес пов'язаний із РНК-інтерференцією, тоді його називають RITS (англ. RNA-induced transcriptional silencing, РНК-індуковане пригнічення транскрипції). Вивчення явища RITS в основному було обмежене дослідженням експресії ділянки, що відповідає за тип спарювання у дріжджів Schizosaccharomyces pombe, але отримані дані можуть не справджуватись для геномів інших організмів.
У дріжджів S.pombe пригнічення транскрипції забезпечує RITS-комплекс, який містить аргонавт, білок Chp1 із хромодоменом (домен, який знаходять у білків, пов'язаних із організацією і перебудовою хроматину), та білок із невідомою функцією Tas3. Для індукції утворення ділянок гетерохроматину необхідний фермент дайсер, а також білок-аргонавт і РНК-залежна РНК-полімераза. Делеція цих генів у S.pombe порушує метилювання гістонів і формування центромер, через що поділ клітини зупиняється або сповільнюється в анафазі.
Для підтримання вже сформованих ділянок гетерохроматину RITS формує комплекс із міРНК, комплементарними до генів у даній ділянці, і стабільно зв'язується із метильованими гістонами. Цей комплекс забезпечує котранскрипційну деградацію будь-яких пре-мРНК, синтез яких ініціює РНК-полімераза. Вважається, що ділянки гетерохроматину підтримуються на основі позитивного зворотного зв'язку, через те що нові міРНК формуються РНК-залежною РНК-полімеразою із випадкових транскриптів і включаються в комплекс RITS. Всі описані дані були отримані тільки для S.pombe, у ссавців підтримання ділянок гетерохроматину може бути РНКі-незалежним.

### Зв'язок із редагуванням РНК
Найбільш розповсюдженою формою редагування РНК у вищих еукаріот є перетворення аденозину в інозин у дволанцюгових РНК, яке здійснюється ферментом аденозиндеаміназою. У 2000 році було припущено, що шлях РНК-інтерференції і шлях редагування РНК A→I можуть конкурувати за спільний субстрат — дволанцюгову РНК. Справді, деякі пре-мікроРНК можуть підлягати редагуванню A→I, причому цей механізм може регулювати процесинг та експресію зрілих молекул мікроРНК. У ссавців описаний як мінімумум один фермент РНК-редагування, що може вивести молекули міРНК із системи РНКі. Дослідження лінії C.elegans, що не має генів редагування A→I, показали, що редагування РНК може запобігати пригніченню експресії ендогенних генів і трансгенів по шляху РНКі.

### Відмінності між організмами

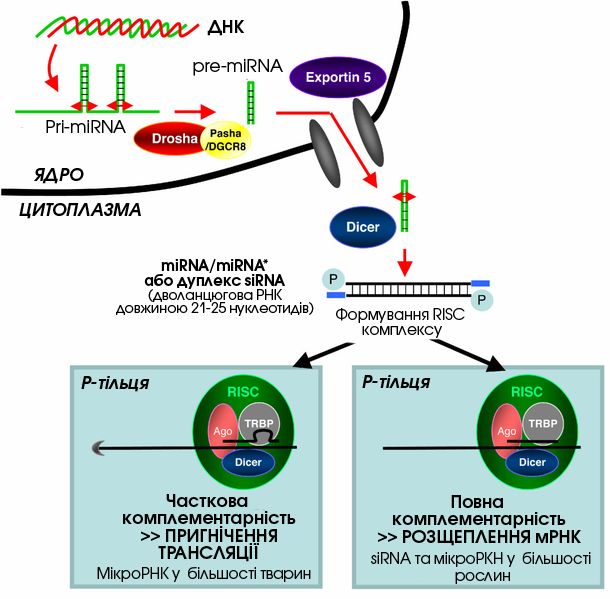
Схематичне зображення основних відмінностей між заглушенням експресії генів у рослин та тварин. Ендогенні мікроРНК або екзогенні малі інтерферуючі РНК ріжуться ферментом дайсер та включаються у RISC-комплекс, який забезпечує пригнічення експресії.

Організми відрізняються між собою по здатності сприймати чужорідні дволанцюгові РНК і використовувати їх у процесі РНК-інтерференції. У рослин та C.elegans (але не в дрозофіли та ссавців) ефект РНК-інтерференції може бути системним: введення навіть невеликої кількості длРНК у клітини викликає пригнічення експресії відповідного гену у всьому організмі, у C.elegans ефект РНКі може навіть успадковуватись. Для системної дії РНКі сигнал повинен ампліфікуватись та передаватись між клітинами. В ампліфікації сигналу бере участь РНК-залежна РНК-полімераза; вважається, що міРНК може виступати праймером для синтезу наступних молекул дволанцюгової РНК, що стане субстратом для ферменту дайсер. Транспорт siRNA у рослин може відбуватись по плазмодесмах. Успадкування ефектів РНКі у рослин може бути незалежним від самих РНК, а забезпечуватись метилюванням промоторів відповідних генів, змінений характер метилювання передається кожній із дочірніх клітин при поділі .
Основні відмінності у механізмі РНКі в тварин та рослин полягають у тому, що в рослин ендогенні мікроРНК ідеально комплементарні до мРНК мішені і в комплексі з RISC викликають деградацію цієї РНК. У тварин мікроРНК не повністю комплементарні до гену-мішені і викликають пригнічення трансляції, наприклад шляхом запобігання взаємодії факторів ініціації трансляції та полі-(А)-хвоста мРНК.
У деяких еукаріот, наприклад, паразитичних одноклітинних Leishmania major та Trypanosoma cruzi всі компоненти РНКі відсутні. Велика частина компонентів системи РНК-інтерференції також відсутня і у деяких грибів, наприклад у пивних дріжджів Saccharomyces cerevisiae. В інших дріжджів, що розмножуються брунькуванням, наприклад у Saccharomyces castellii та Candida albicans присутні всі компоненти РНК-інтерференції. Перенесення двох білків системи РНКі із S.castellii у клітини S.cerevisiae робить можливою РНК-інтерференцію в останніх . Той факт, що деякі аскоміцети та базидіоміцети не мають шляху РНК-інтерференції вказує на те, що гени, які кодують білки необхідні для даного процесу, були втрачені незалежно у багатьох філогенетичних гілках грибів, ймовірно, через еволюцію нового шляху зі схожими функціями, або через втрату адаптивної переваги в даних екологічних нішах.

### Аналог РНКі у прокаріот
У прокаріот експресія генів залежить від РНК-залежної системи, схожої до РНКі: РНК-кодуючі гени контролюють кількість мРНК та трансляцію через утворення комплементарних РНК, що приєднуються до мРНК. Проте ці регуляторні РНК не вважаються гомологічними до мікроРНК, оскільки фермент дайсер не задіяний в їх утворенні. Також припускається, що система інтерференції CRISPR (англ. Clustered Regularly Interspaced Short Palindromic Repeats, короткі паліндромні повтори, регулярно розміщені групами), яка забезпечує бактеріям захист від бактеріофагів, є аналогом еукаріотичної системи РНК-інтерференції. Проте жоден із білкових компонентів цих двох систем не є гомологічними.

## Біологічні функції

### Імунітет
Система РНК-інтерференції — важлива частина імунної відповіді на віруси та інший генетично чужорідний матеріал, особливо у рослин, в яких вона також обмежує розповсюдження транспозонів. Рослини (наприклад A.thaliana) мають кілька гомологів білка дайсер, які використовуються проти різних типів вірусів. У рослин РНКі, що виникає у відповідь на зараження вірусом, має системний характер — тобто може розповсюджуватись по всьому тілу рослини, і навіть передаватись від підщепи до прищепи. Отже РНКі є механізмом набутого противірусного імунітету у рослин. У відповідь у ході еволюції багато вірусів розвинули механізми пригнічення РНК-інтерференції у клітинах рослин. Описано вірусні білки, що можуть зв'язувати короткі дволанцюгові РНК із двонуклеотидними виступами на кінцях, які є продуктами ферменту дайсер. Деякі рослини після зараження певними бактеріями починають експресувати ендогенні міРНК. Така реакція може бути частиною генералізованої відповіді організму на патогени, що здійснюється шляхом пригінчення багатьох метаболічних процесів.
Хоча в клітинах тварин, як правило, експресується менше варіантів білка дайсер, ніж у рослин, система РНКі може брати участь в антивірусній відповіді і в них. РНКі відіграє важливу роль у вродженому противірусному імунітеті, зокрема захищає від Х-вірусу дрозофіли ювенільні і дорослі особини D.melanogaster. Подібну роль в імунітеті система РНКі відіграє у C.elegans: експресія білків-аргонавтів підвищується при вірусній інфекції, при цьому нематоди отримують стійкість до вірусних інфекцій.
Роль РНКі у вродженому імунітеті ссавців не повністю досліджена. Однак той факт, що деякі віруси ссавців містять гени, які можуть пригнічувати цю систему в клітинах хазяїна, свідчить про те, що РНКі може бути частиною противірусного імунітету ссавців . Проте ця гіпотеза поки не має достатнього підґрунтя і потребує подальших досліджень. Віруси ссавців можуть використовувати РНК-інтерференцію і в інших цілях, наприклад малі інтерферуючі РНК, що експресуються вірусом герпесу, можуть викликати утворення гетерохроматину, що призводить до переходу вірусу в латентний стан.

### Пригнічення експресії генів
МікроРНК у геномі більшості еукаріот відіграють важливу роль у заглушенні експресії інших генів та у регуляції розвитку, особливо у визначенні часу морфогенезу та підтриманні недиференційованих або не повністю диференційованих типів клітин, таких як стовбурові клітини. Роль ендогенних мікроРНК у заглушенні експресії генів була вперше описана у C. elegans у 1993 році. У рослин таку функцію виявили, коли було показано, що «JAW мікроРНК» A.thaliana задіяна у регуляції кількох генів, що визначають форму рослини. У рослин більшість генів, на експресію яких впливають мікроРНК, — це гени транскрипційних факторів, таким чином розмах активності РНКі дуже широкий, вона регулює цілі сітки генів під час ембріогенезу і впливає на експресію головних регуляторних генів, включаючи фактори траснкрипції та білки F-box. У багатьох організмів, в тому числі і в людей, мікроРНК також можуть бути пов'язані із формуванням пухлин та пригніченням клітинного циклу. В цьому випадку окремі мікроРНК можуть діяти і як онкогени, і як супресори пухлинного росту.

### Активація експресії генів
РНК-послідовності (міРНК або мікроРНК), комплементарні до ділянок промотора, можуть підвищувати транскрипцію відповідних генів, цей феномен назвали РНК-активацією. У даному механізмі активації генів беруть участь білки дайсер та аргонавти.

## Еволюція
Методи обчислювального філогенетичного аналізу показують, що найближчий спільний предок усіх еукаріотичних організмів мав ранній шлях РНКі. Відсутність цього шляху в деяких еукаріот є ознакою, набутою пізніше у процесі еволюції. Предкова система РНКі містила принаймні один дайсер-подібний білок, один аргонавт, один білок PIWI та РНК-залежну РНК-полімеразу, яка могла брати участь і в інших клітинних процесах. Первинною функцією РНКі був імунний захист від екзогенних генетичних елементів, таких як вірусні геноми та транспозони; інші функції, такі як модифікація гістонів також могли бути присутніми у предкових форм. Однак брати участь у менш споріднених процесах, зокрема регуляції ембріогенезу, мікроРНК стали пізніше в процесі еволюції.
Гени РНК-інтерференції, як частина вродженої імунної системи багатьох еукаріот, постійно змінюються внаслідок еволюційної гонки озброєнь. Деякі віруси «навчились» пригнічувати РНКі у клітинах живителя, зокрема багато вірусів рослин. Дослідження швидкості еволюції у дрозофіли показали, що на гени шляху РНКі діє сильний рушійний добір. Швидкість еволюції цих генів є одною із найвищих у геномі дрозофіли.

## Прикладне застосування

### Нокдаун генів
Шлях РНК-інтерференції часто використовується в біології для вивчення функцій окремих генів, як у культурах клітин, так і in vivo. Дволанцюгова РНК, один із ланцюгів якої комплементарний до досліджуваного гену, вводиться у клітину або організм, де вона розпізнається як чужорідна і активує РНК-інтерференцію. Використовуючи цей механізм, вчені можуть дуже сильно знизити експресію гена-мішені. Вивчення впливу «вимикання» відповідного гену на організм чи клітину дає можливість робити висновки про фізіологічну роль продукту даного гену. Оскільки РНКі не повністю усуває експресію гена, а тільки дуже суттєво її знижує, така методика називається «нокдауном» гену, на противагу до «нокауту» гену, за якого ген повністю видаляється .
Зусилля біоінформатики спрямовані на те, щоб розробити цільові дволанцюгові РНК, які будуть мати максимальний вплив на ген-мішень і мінімальні побічні ефекти. Побічні ефекти виникають, коли введена в клітину РНК має спільні нуклеотидні послідовності з кількома генами і впливає на них всі. Дослідження геномів H. sapiens, C. elegans та Schizosaccharomyces pombe показали, що близько 10 % можливих siRNA будуть діяти на гени, відмінні від своєї мішені. Розроблена велика кількість програмного забезпечення для підбору послідовностей міРНК, в тому числі специфічних для ссавців і вірусів. Ці програми автоматично перевіряють можливість перехресного реагування із послідовностями інших генів.
Залежно від виду організму та експериментальної системи, екзогенні РНК можуть бути або довгими, у такому разі вона має стати субстратом для розщеплення дайсером, або короткими фрагментами, що є вже готовими молекулами міРНК. Для більшості клітин ссавців використовують короткі РНК, оскільки довгі дволанцюгові РНК можуть запускати інтерферонову відповідь — форму вродженого імунітету, яка неспецифічно реагує на будь-який чужорідний генетичний матеріал. У миші в яйцеклітинах та клітинах ембріонів ранніх стадій така реакція на чужорідну длРНК відсутня, тому ці клітини є поширеними моделями для вивчення ефектів нокдауну генів у ссавців. Розробляються спеціальні лабораторні методи, що дозволяють покращити використання РНКі у ссавців, уникаючи прямого введення міРНК. Одним із таких методів є стабільна трансфекція клітин плазмідою, що містить послідовність, з якої можуть зчитуватись міРНК. Складніша процедура, в якій використовуються лентівірусні вектори, передбачає можливість індукованої активації або деактивації транскрипції, і відома під назвою умовна РНКі (англ. conditional RNAi).

### Функціональна геноміка

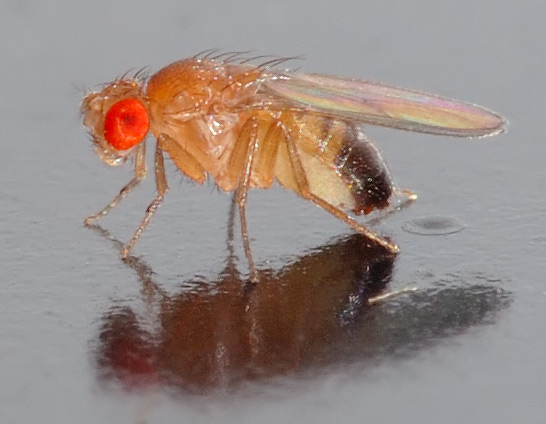
Нормальна доросла муха дрозофіла, організм, що часто використовується в експериментах, присвячених РНКі

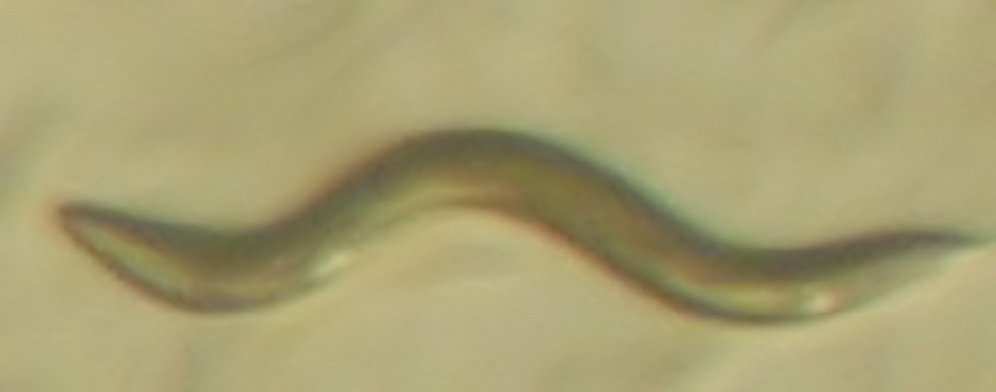
Доросла нематода C. elegans, вирощена в умовах пригнічення РНК-інтерференцією ядерного рецептора гормону, що бере участь у регуляції десатурази. Цей черв має порушений обмін жирних кислот, але життєздатний і фертильний.

Методи функціональної геноміки, що використовують РНКі, зазвичай застосовують для C. elegans та дрозофіли, через те що у цих модельних організмів РНКі найбільш ефективна. C. elegans — особливо зручний об'єкт з двох причин: по-перше, ефекти пригнічення експресії генів у неї успадковуються, по-друге — доставка длРНК надзвичайно проста. Хоча механізм цього явища не цілком зрозумілий, при згодовуванні бактерій, наприклад E.coli, які експресують потрібну РНК, нематоді, РНК проходить через травну систему у клітини C. elegans. Така «доставка годуванням» настільки ж ефективна, як і інші, дорожчі методи, наприклад занурення нематоди у розчин длРНК або введення останньої у гонади. Хоча в інших організмів доставка значно складніша, прикладається багато зусиль щодо використання методів РНКі у широкомасштабному геномному скрінінгу в культурах клітин ссавців.
Підходи до створення бібліотек РНКі для цілих геномів організмів значно складніші, ніж створення однієї міРНК для конкретного експерименту. Для створення таких бібліотек міРНК передбачення ефективності їх дії використовуються штучні нейронні системи. Масовий геномний скрінінг вважається багатообіцяючим методом тлумачення геномів, тому розвиваються високопродуктивні методи скрінінгу, базовані на технології ДНК-мікрочипів. Проте, під питанням залишається те, чи можна поширювати отримані дані навіть на близькі види, наприклад дані про C.elegans на паразитичні види нематод
Функціональна геноміка, що використовує РНКі, є особливо привабливою методикою для картування та тлумачення геномів рослин, тому що багато із них поліплоїдні, що ускладнює використання стандартних методів генетичної інженерії. Наприклад, РНКі успішно використовується для дослідження геному пшениці м'якої Triticum aestivum (гексаплоїд), а також класичних об'єктів, таких як Arabidopsis та кукурудза.

### Медицина
Клітинний шлях РНК-інтерференції потенційно можна використовувати для лікування багатьох захворювань, в тому числі СНІДу, злоякісних новоутворень та нейродегенеративних розладів. Хоча введення довгих длРНК у клітини ссавців проблематичне через інтерферонову відповідь, короткі РНК, що копіюють дію міРНК, дають бажаний ефект. Були проведені перші клінічні дослідження методу РНКі для лікування дегенерації жовтої плями сітківки та зараження респіраторним синцитіальним вірусом. Також ця методика успішно використовувалась для терапії пошкодження печінки у лабораторних мишей.
Потенційно РНКі може використовуватись в антивірусній терапії для лікування інфекції вірусом герпесу 2-го типу, пригнічення експресії вірусних генів у пухлинних клітинах, нокдауну рецепторів та корецепторів до ВІЛ, для супресії генів вірусів гепатитів А та В, вірусу грипу, інгібування реплікації вірусу кору. Також методики, що базуються на РНКі, є багатообіцяючими для терапії нейродегенеративних захворювань, таких як хвороба Гантінгтона. Досліджується можливість використання РНКі для лікування раку, шляхом пригнічення експресії генів, активність яких селективно збільшена у пухлинних клітинах, та генів, задіяних у регуляції клітинного циклу. Ключовим питанням у дослідженнях медичного використання РНКі є розробка безпечних методів доставки длРНК. Зараз для цього використовується багато вірусних векторів, схожих на ті, що запропоновані до використання у генній терапії. Розробляються також методики, базовані на РНКі для лікування персистентної інфекції ВІЛ першого типу. Віруси, схожі на ВІЛ-1, особливо проблематичні у терапії, оскільки потребують комбінації кількох шляхів РНКі.
Незважаючи на стрімкий ріст кількості досліджень, у яких ліки на основі РНК-інтерференції успішно використовуються в культурах клітин, постають також і питання стосовно безпечності використання таких методів лікування, особливо зважаючи на можливість побічних ефектів — супресію генів, що мають схожі послідовності до гену-мішені. За допомогою методів обчислювальної геноміки було встановлено, що імовірність такої неспецифічної дії становить близько 10 %. Масштабне дослідження захворювань печінки мишей показало високий рівень смертності серед піддослідних тварин при лікуванні РНКі. Вчені пояснюють такі результати «перенасиченням» шляху длРНК, через те що використовуються РНК із шпильками, що процесуються в ядрі і повинні переноситись у цитоплазму по механізму активного транспорту. Всі ці аспекти зараз активно досліджуються, щоб встановити наскільки безпечним є використання даної методики у терапії. Отже, РНК-інтерференція є багатообіцяючим інструментом у лікуванні багатьох захворювань, проте дуже важливо проводити ретельні пре-клінічні дослідження та оцінку імовірності неспецифічних взаємодій.
Перший препарат на основі малих інтерференційних олігонуклеотидів, патісіран був дозволений FDA США в серпні 2018 року та спрямований на лікування поліневриту, що виникає в результаті рідкісного спадкового захворювання — спадкової амілоїдної полінейропатії. Олігонуклеотиди призводять до пригнічення синтезу ненормального мутованого білка транстиретину.

### Біотехнологія
РНК-інтерференція використовується у біотехнології, зокрема для створення їстівних рослин із меншим вмістом природних токсинів. Наприклад, насіння бавовни містить багато поживного білка, але до його складу входить також і токсичний терпеноїд госипол, через що це насіння непридатне для споживання. Використання РНКі дозволило створити сорти бавовни із зменшеною активністю ферменту, що синтезує госипол, у насінні, але не в інших частинах рослини, де ця речовина необхідна для захисту рослини від шкідників. Були здійснені схожі спроби скоротити кількість ціаногенного глікозиду лінамарину у рослинах маніоки (Manihot utilissima).
Хоча жоден із сортів рослин, створених за допомогою техніки, базованої на РНКі, не пройшов поки що експериментальної стадії, ці методи і далі стрімко розвиваються: розроблені сорти помідорів із зниженою кількістю алергенів, тютюн із зменшеним вмістом попередників канцерогенних речовин. Методики РНКі також використовувались і для створення маку Papaver somniferum, що міститиме менше опійних алкалоїдів, підвищення стійкості рослин до вірусних інфекцій, підвищення вмісту антикосидантів у томатах . Перші трансгенні рослини — помідори Flavr Sarv і стійка до вірусів папая — були створені із використанням методики антисенсових РНК, яка, швидше за все, діє по шляху РНК-інтерференції.